# Andrejs Judins
Andrejs Judins, ros. Андрей Юдин (ur. 21 lutego 1970 w Rydze) – łotewski prawnik i polityk rosyjskiego pochodzenia, poseł na Sejm Republiki Łotewskiej.

## Życiorys
Po ukończeniu szkoły średniej w Jurmale kształcił się na studiach prawniczych na Uniwersytecie Łotwy, następnie zaś uzyskał magisterium w zakresie prawa w Łotewskiej Akademii Policyjnej. W 2007 doktoryzował się z dziedziny prawa na tej uczelni.
Pracował w Ministerstwie Spraw Wewnętrznych (1991–1994), następnie zaś jako lektor w katedrze prawa kryminalnego na LPA (1994–2009). Podjął pracę jako ekspert do spraw prawnych w szeregu instytucji. Został m.in. specjalistą ds. prawa karnego w centrum społeczno-politycznym „Providus”, profesorem wizytującym na uczelni Rīgas Juridiskā augstskola, wykładowcą w centrum kształcenia sędziów, a także badaczem w szkole biznesowej „Turība”. Brał udział w pracach nad stanowieniem łotewskiego prawa. Został także ekspertem jednej z dyrekcji generalnych Komisji Europejskiej.
W grudniu 2010 był kandydatem rządzącej Jedności na funkcję sędziego Sądu Konstytucyjnego, jednak nie został wybrany ze względu na stanowisko Centrum Zgody oraz Związku Zielonych i Rolników. Rozpoczął działalność polityczną jako członek Stowarzyszenia na rzecz Innej Polityki. W wyborach w 2011 z powodzeniem ubiegał się o mandat posła na Sejm w okręgu ryskim. W wyborach w 2014, 2018 i 2022 uzyskiwał reelekcję z rekomendacji Jedności.